# What I Can Do for You
What I Can Do for You è una canzone di Sheryl Crow, contenuta nell'album d'esordio Tuesday Night Music Club del 1993.

## Il singolo
What I Can Do For You, considerando la ristampa del 1995, è di fatto l'ultimo singolo estratto dall'album Tuesday Night Music Club di Sheryl Crow.
Venne immesso per la prima volta nel mercato discografico europeo alla fine del 1993, registrando però scarsi risultati sia in termini di vendita che di gradimento. Venne così ripubblicato, subendo la stessa sorte del disco promozionale di Run Baby Run, nel 1995 ma nonostante tutto non riuscì a salire oltre la 43ª posizione della UK Single Chart

## Tracce

### Original UK CD single (1993)
1. "What I Can Do For You" - Radio Edit
2. "What I Can Do For You" - LP Version
3. "Volvo Cowgirl 99"
4. "I Shall Believe"

### Re-released UK CD single #1 (1995)
1. "What I Can Do For You" - UK Edit
2. "D'yer Mak'er"
3. "I'm Gonna Be A Wheel Someday"
4. "No One Said It Would Be Easy"

## Versioni speciali
A ridosso del 1996 venne pubblicata un'esclusiva versione "digipack" del singolo (identificativo n° 581 229-2) contenente un calendario e una speciale selezione di brani, quattro in tutto, registrati durante un live spagnolo del 5 maggio 1995

### Re-released UK CD single #2 (1995)
1. "What I Can Do For You" - Live in Madrid
2. "All I Wanna Do" -Live in Madrid
3. "Strong Enough" - Live in Madrid
4. "Can't Cry Anymore" - Live in Madrid